# Jasienica Górna
Jasienica Górna (niem. Ober Hermsdorf) – wieś w Polsce położona w województwie opolskim, w powiecie nyskim, w gminie Otmuchów.
W latach 1945–1991 stacjonowała tu strażnica Wojsk Ochrony Pogranicza, która podlegała 45 Batalionowi WOP w Prudniku. Z dniem 16 maja 1991 roku strażnica została przejęta przez Straż Graniczną i funkcjonowała do 15 czerwca 2000 roku, kiedy to została rozformowania.
Od 2011 do 2023 r. w dawnej strażnicy WOP funkcjonował Dom Dziecka.

## Zabytki
Do wojewódzkiego rejestru zabytków wpisany jest:
- kościół par. pw. św. Mikołaja, z l. 1835-1936. (wypis z księgi rejestru)[6]